# Ostearius
Ostearius es un género de arañas araneomorfas de la familia Linyphiidae. Ostearius melanopygius tiene una distribución cosmopolita y Ostearius muticus en China. 

## Lista de especies
Según The World Spider Catalog 12.0:
- Ostearius melanopygius (O. Pickard-Cambridge, 1879)
- Ostearius muticus Gao, Gao & Zhu, 1994